# رائد (ألمانيا)
استخدامات هذه الرتبة في البلدان الأخرى، راجع رائد.
```
رائد
 ( 
تُلفظ بالألمانية:
 
[maˈjoːɐ]
 هو أدنى رتبة 
ضابط
 
أركان
 في 
الجيش الألماني
 ( 
Heer
 ) و
القوات الجوية الألمانية
 ( 
Luftwaffe
 ). تم تصنيف رتبة 
OF-3
 في 
الناتو
.
```

ما يعادل OF-3 للبحرية الألمانية ( البحرية ) هو كورفيتنكابيتان.
عند تعيينه في رتبة رائد، يتعين على الضابط اجتياز دورة أساسية لضابط الأركان ( Stabsoffizierlehrgang ) والتي تعقد في كلية القيادة والأركان في القوات المسلحة الألمانية ( Führungsakademie der Bundeswehr ).
في الجيش الألماني وخدمات الدعم المشتركة ( Streitkräftebasis )، فترة الانتظار بين الوفاء بمتطلبات الترقية والترقية الفعلية إلى رتبة رائد 15 شهرًا بسبب مشاكل الميزانية (اعتبارًا من يوليو 2010).

## التاريخ

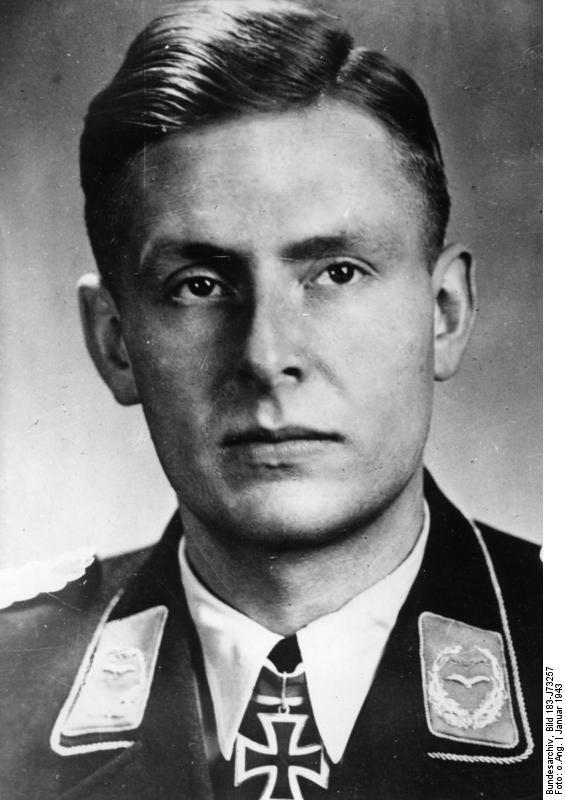
الرائد هيلموت فيديبانت (1943)

تعود رتبة الرائد في القوات المسلحة التي تتحدث الألمانية إلى العصور الوسطى. وهو يعادل الرائد في الجيوش البريطانية والأمريكية، وتصنف ضمن فئة أوه أف 3 في الناتو.
خلال الحرب العالمية الثانية، كان مكافئها في شوتزشتافل هو قائد وحدة الاعتداء.